# Tegenaria concolor
Tegenaria concolor är en spindelart som beskrevs av Simon 1873. Tegenaria concolor ingår i släktet husspindlar, och familjen trattspindlar.
Artens utbredningsområde är Syrien. Inga underarter finns listade i Catalogue of Life.